# الفی دیز
الفی دیز (انگلیسی: Alfie Deyes؛ زادهٔ ۱۷ سپتامبر ۱۹۹۳) یوتیوبر، وبلاگ‌نویس، و پدیدآور اهل بریتانیا است. وی از سال ۲۰۰۹ میلادی تاکنون مشغول فعالیت بوده‌است.